# Stérenn

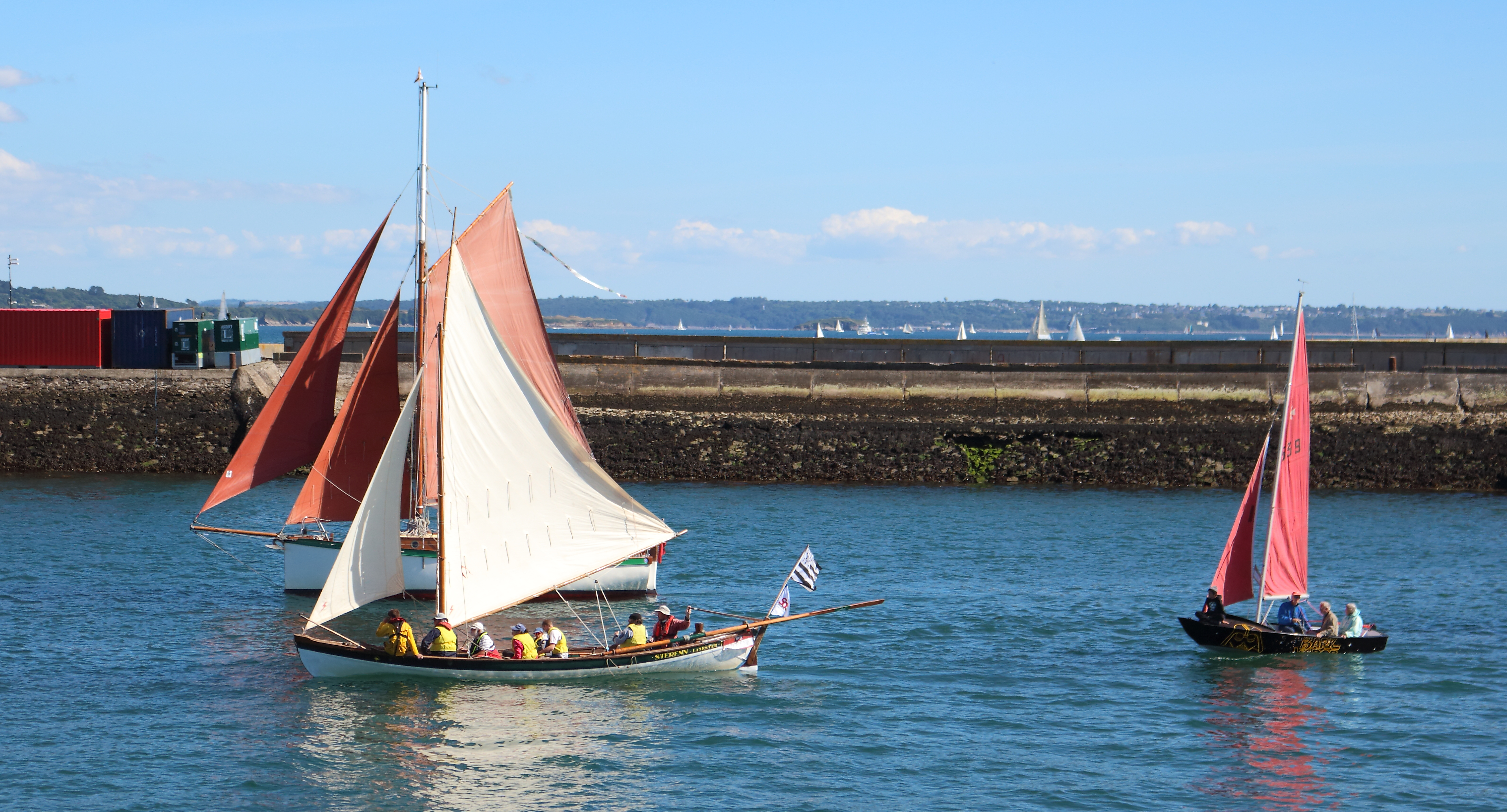
fetes maritimes brest 2016

Le Stérenn est une réplique  de chaloupe baleinière appartenant à l'Association Stérenn. Son port d'attache est Lanester. Il a obtenu le label Bateau d'Intérêt Patrimonial (BIP)  en 2007.

## Histoire
C'est une réplique de chaloupe baleinière nord-américaine du Connecticut. Elle a été construite de 1996 à 1998 d'après les plans du dernier exemplaire construit par le charpentier de marine Charles Beetle  de New Bedford en 1920 à Mystic Seaport.
Ce type de chaloupe était embarqué sur les baleiniers américains partant à la chasse au cachalot et à la baleine dans l'océan atlantique, du Brésil aux Açores. Cette chaloupe était propulsée à la voile et à l'aviron.
Sa construction a duré plus de 2 ans (1996-1998) à Lanester, sur 3 sites différents, dont le lycée technique Jean-Macé, pour la protection extérieure et intérieure en fibre de verre. 
Il participe régulièrement aux fêtes maritimes de Brest : Brest 2008, Les Tonnerres de Brest 2012, Brest 2016, ainsi qu'à d'autres fêtes telles que : Fêtes maritimes de Douarnenez, la route de l'amitié, Semaine du Golfe, etc.

## Caractéristiques techniques
L'équipage est de 5 à 8 personnes. Il est propulsé par 5 avirons de 4,6 à 6,5 mètres avec un aviron de queue pour la direction. Il possède 2 types de gréement : une grand-voile et foc pour 26 m2 en gréement houari, ainsi que d'une voile au tiers et foc pour 21 m2. 
Sa construction est en bordés de bois renforcé[pas clair] extérieur et intérieur à la résine époxy.
Ce voilier est un dériveur intégral, bon marin mais gite rapidement; c'est un bateau rapide[réf. souhaitée].